# Stanisław Mackiewicz
Stanisław Mackiewicz, detto Cat (San Pietroburgo, 18 dicembre 1896 – Varsavia, 18 febbraio 1966), è stato uno scrittore e politico polacco di orientamento monarchico.

## Biografia
Fu membro del Parlamento della Polonia (il Sejm) dal 1928 al 1935, rappresentante della fazione BBWR. Ricoprì la carica di Primo Ministro in esilio della Polonia dal 1954 al 1955. Era fratello di Józef Mackiewicz.
Si unì all'Organizzazione Militare Polacca nel 1917 e servì come volontario nell'Esercito polacco durante la guerra polacco-sovietica del 1920. Dopo la morte di Józef Piłsudski, fu imprigionato a Bereza Kartuska nel 1939. Lasciò la Polonia il 18 settembre 1939 e vi ritornò nel 1956.